# Селюк Дмитро Дмитрович
Дмитро Дмитрович Селюк (нар. 1964, Ленінград, РРФСР, СРСР) — російський футбольний агент. Був віце-президентом клубів «Таврія» і донецького «Металурга». Проживає в Барселоні.

## Біографія
Навчався в школі № 2 Хабаровська з фізико-математичним ухилом. Закінчив Ленінградське вище загальновійськове командне училище імені С. М. Кірова, до якого вступив у 1981 році. З 1981 року по 1986 рік служив в Радянській армії. Після був фарцовщиком.

### Агентська діяльність
Першим клієнтом Селюка став Юрій Желудков, якому Селюк допоміг перейти з «Зеніту» в ізраїльський клуб «Маккабі» з Нетаньї в 1991 році. Здійснити трансфер йому допоміг здійснити Моше Принц, емігрант з СРСР, що мешкав в Ізраїлі. Селюк узгодив для Желудкова зарплату в понад 100 тисяч доларів на рік. Сам Желудков говорив, що він отримував 2000 доларів на місяць. Також у «Маккабі» міг перейти і інший гравець «Зеніту» Володимир Долгополов. За участю Селюка відбувся перехід Сергія Юрана в австрійський «Штурм».
Він працював у країнах Бенілюксу, зокрема у нього були хороші зв'язки в бельгійському футболі. Тривалий час Дмитро Селюк жив в Антверпені, куди переїхав на початку 2000-х років. Потім перебрався до Барселони.
Свою роботу Селюк вів дистанційно, перебуваючи в Барселоні. У нього були хороші стосунки з президентом «Барселони» Жоаном Лапортою, і тодішнім керівництвом клубу, також він був добре знайомий з керівництвом «Реалу». Переважно Селюк займався пошуком футболістів в Африці, і їх подальшому працевлаштуванні в європейських клубах. Він співпрацював з більш ніж 50-ма гравцями, в основному це були гравці з Кот-Д'івуару та Нігерії.
Селюк займався переходами Андрія Аршавіна в «Барселону» і Неманьї Відіча в донецький «Шахтар», проте вони так і не відбулись. Селюк рекомендував Юрія Сьоміна як головного тренера Ігорю Суркісу для роботи в київському «Динамо». Селюк також домовлявся про товариські матчі петербурзького «Зеніту», московського ЦСКА та київського «Динамо». На початку 2004 року він організував операцію для В'ячеслава Малафєєва в Бельгії.
У Селюка немає офіційної ліцензії агента ФІФА. За його словами, він ніяких угод з футболістами не укладає та не бере з них грошей. Бізнес-модель Селюка заснована на тому, що при переході гравця він повністю або частково зберігає економічні права на нього, які пізніше реалізує. В різний час його клієнтами були такі гравці як: Франсішку Зуела, Жаксон Коелью, Сані Кайта, Марко Не, Сергій Серебренников, Святослав Сирота, Ласіна Траоре та багато інших. Його найвідомішим клієнтом був Яя Туре, який грав за «Манчестер Сіті» та «Барселону» і був одним з найбільш високооплачуваних африканських футболістів у ті часи.
Дмитро Селюк виступав за скасування ліміту на легіонерів в чемпіонатах Росії й України, за що піддавався критиці.

### «Металург» (Донецьк)
Працював на посаді віце-президента донецького «Металурга». В період його роботи клуб тричі ставав бронзовим призером чемпіонату України, а також брав участь у кваліфікації Кубка УЄФА. Під його керівництвом в команду прийшли іноземні тренери: Ко Адріансе, Пічі Алонсо, Тон Каанен, Славолюб Муслин і Віллем Фреш. В комплектуванні команди був узятий курс на залучення іноземних гравців[джерело не вказане 4471 день].
Селюк під час роботи в «Металурзі» і після відходу з нього, привів у клуб таких гравців як Айоделе Аделеє, Фанендо Аді, Алан, Аруна Бабангіда, Ельвін Бекірі, Пауло Вог, Марсіо Глад, Рубен Гомес, Бобан Грнчаров, Георгій Деметрадзе, Абдулай Джіре, Владімір Дішленкович, Йорді Кройф, Ігор Лоло, Андрес Мендоса, Маріус Міту, Арсен Не, Боян Незірі, Семюел Окуново, Еммануель Окодува, Братислав Ристич, Ібрагім і Яя Туре, Леван Цкітішвілі, Бернар Чутанг і Давід Ето'о. У 2004 році Селюк займався переходом в «Металург» Рігобера Сонга, в результаті контракт з ним підписаний не був і він перейшов в «Галатасарай». Влітку 2007 року був взятий курс на українізацію клубу, хоча в «Металурзі» в цьому сезоні 2007/08 зіграли 24 іноземця.
В алчевську «Сталь» Селюк привів головного тренера Тона Каанена, під керівництвом якого «Сталь» у сезоні 2006/07 вилетіла в Першу лігу. Селюк також залучив у команду іноземних футболістів: Алана, Сендлея Біто, Пауло Вога, Рубена Гомеса, Бобана Грнчарова, Серіну Діопа, Аль-Хасана Мадаха, Бурнеля Окана-Стазі, Семюеля Окуново, Леопольда Тоті, Шаїба Туре і Поля Ессолу. Більшість з цих гравців належали донецькому «Металургу».
На початку січня 2008 року залишив «Металург» «за власним бажанням». Після відходу Селюка з «Металурга» багато гравців покинули клуб слідом за ним, а генеральний директор клубу Євген Гайдук говорив, що «Дмитро Селюк забив команду мотлохом». У листопаді 2011 року один із засновників «Металурга» Олег Мкртчян заявив, що діяльність Селюка в клубі була успішною.

### «Таврія»
31 жовтня 2011 року офіційно посів посаду віце-президента сімферопольської «Таврії». За словами почесного президента «Таврії» Сергія Куніцина Селюк в клубі мав відповідати за трансферну політику. Його помічником став Святослав Сирота, колишній президент Професійної футбольної ліги України, проте він працював в клубі неофіційно, оскільки у нього була заборона на офіційне працевлаштування. Дмитро Селюк заявив, що «Таврія» буде будувати базу, реконструювати стадіон «Локомотив», розвивати академію і брати участь у соціальних програмах.
Ще влітку 2011 року Селюк працевлаштував в клуб двох своїх клієнтів — Айоделе Аделеє і Сані Кайта, а по ходу сезону він залучив ще одного нігерійця Джаміу Алімі. У перші дні роботи Селюка в клубі з «Таврією» достроково розірвали контракти Ілля Галюза, Іван Граф, Саша Джуричич, Лакі Ідахор і Петро Опарін. Також покинули клуб і 11 гравців молодіжного складу, разом з тренером дубля Сергієм Драновим, а старшим тренером молодіжки був тимчасово призначений Валерій Петров. Першим придбанням став Фанендо Аді, який належав донецькому «Металургу». 11 листопада 2011 року було оголошено про розірвання контрактів за взаємною згодою сторін з Антоном Монаховим і Олександром Пищуром. Пізніше статус вільних агентів було надано Олександру Каблашу і Слободану Марковичу.
26 листопада 2011 року Селюк заявив, що «найбільша проблема „Таврії“ на сьогоднішній день полягає у почесному президенті клубу Сергієві Куніцинові». Селюк пред'являв Куніцину різні претензії.
У відповідь на це Куніцин заявив, що Селюк не має жодного стосунку до «Таврії», оскільки він офіційно не оформив свої відносини з клубом. Також Куніцин сказав, про те, що Селюк створив в команді нервозну обстановку. Пізніше Селюк запропонував скасувати посаду почесного президента і звинувачував Куніцина у нецільовому витрачанні коштів. На бік Селюка став відомий тренер Анатолій Заяєв. 13 грудня 2011 року Куніцин сказав про те, що конфлікт з Селюком вичерпаний.

## Особисте життя
Дружину звуть Вікторія; разом вони виховують сина. Селюк називає себе «громадянином світу». Страждає на аерофобію. Володіє віллою в Льорет-де-Мар.